# Pravilo Lipinskega
Pravilo Lipinskega oziroma pravilo petic je zbir pravil, ki jih je leta 1997 objavil Christopher A. Lipinski in se nanašajo na peroralno zaužita zdravila. Gre za pravila, ki omogočajo na podlagi fizikalnih in kemijskih lastnosti neke učinkovine napovedovanje njene biološke razpoložljivosti po peroralni aplikaciji. Pravilo Lipinskega imenujemo tudi pravilo petic, ker se število 5 pogosto pojavlja kot mejna vrednost pri kvantifikaciji lastnosti učinkovine. 
Pravilo petic pravi, da je biološka razpoložljivost peroralno aktivnih učinkovin ugodna pri naslednjih lastnostih molekule:
- največ 5 donorjev vodikove vezi (-OH in -NH skupine),
- največ 10 akceptorjev vodika pri tvorbi vodikove vezi (zlasti dušik ali kisik v molekuli)
- molekulska masa pod 500
- logP pod 5

Pomembno je, da niso vse molekule, ki ustrezajo zgornjim merilom, niso tudi farmakološko aktivne. Pri ugotavljanju učinka molekule na določeno biološko tarčo so bistvene študije QSAR. Pravilo Lipinskega napoveduje zgolj biološko uporabnost spojine, ki sicer izkazuje farmakološki učinek. Pravilo petic je namenjeno le preučevanju končnih učinkovin in ne spojin vodnic.